# Адаптоген
Адаптоген се нарича вещество, което повишава толерантността на организма към стресови фактори, повишава вниманието и умствената и физическата издръжливост.
Терминът е въведен от съветския учен Николай Лазарев.